# José Roberto Wright
José Roberto Ramiz Wright, né le 7 septembre 1944, est un arbitre de football international brésilien.
Il commence sa carrière internationale en 1978. Il officie dans de nombreuses compétitions de clubs de la CONMEBOL, et participe à diverses compétitions internationales telles que la Coupe du monde de football de 1990 et la Copa América 1991. Il arbitre aussi la Coupe intercontinentale 1990.